# ГЕС Orangchon 3-4
ГЕС Orangchon 3-4 – гідроелектростанція на північному сході Північної Кореї. Знаходячись між ГЕС Orangchon 2 та ГЕС Orangchon 5, входить до складу каскаду на річці Orangchon, яка тече у східному напрямку до впадіння у Японське море.
Для використання гідроенергетичних ресурсів Orangchon на початку 1980-х взялись за проект каскаду потужністю 180 МВт. В його складі мають бути три станції (номери 1, 2 та 5) із невеликими водозабірними греблями, від яких здійснюється деривація води на коротку відстань вниз по течії (звивисте русло Orangchon створює гарні умови для такого типу ГЕС). Крім того, між 2-ю та 5-ю станціями зводиться велика гребля Phalhyang, при якій працюватимуть агрегати 3 та 4. ГЕС Orangchon 1 та Orangchon 2 стали до ладу в 2007-му та 2014-му роках відповідно, а от більш масштабний проект греблі Phalhyang посувався з затримками - хоча її зведення почалось ще у 2001-му, проте станом на 2018-й будівельна готовність складала лише 70%.
Потужність станції запланована на рівні 134 МВт.